# レオノール・デ・アラゴン (ポルトガル王妃)

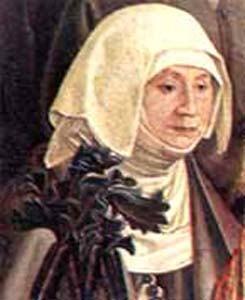
レオノール・デ・アラゴン

レオノール・デ・アラゴン（葡: Leonor de Aragão, 西: Leonor de Aragón, 1402年 - 1445年2月19日）は、ポルトガル王ドゥアルテ1世の王妃。若年の息子の後見人として摂政をつとめた。

## 生涯
10年後にアラゴン王フェルナンド1世となるカスティーリャ王子フェルナンドと妃レオノール・デ・アルブルケルケの娘として、カスティーリャのメディナ・デル・カンポで生まれた。
1428年9月、ドゥアルテと結婚した。9子をもうけたが、成人したのは5人である。
1438年にドゥアルテが黒死病で急逝する。生前に夫から摂政就任を依頼されていたレオノールは、幼王アフォンソ5世の摂政就任を宣言する。しかし、彼女は外国人であるためポルトガル国内で人気がなく、王弟コインブラ公ペドロが人望を集めていた。バルセロス伯とリスボン大司教の干渉、長女フィリッパが9歳で夭折、遺児ジョアナの出産など、出来事が相次ぎ、数か月たっても摂政が決まらなかった。
コルテスが招集され、すぐにコインブラ公単独の摂政就任が決定された。これに不服なレオノールはなおもコインブラ公追い落としを画策するが、1440年にカスティーリャへの亡命を強いられた。彼女はトレドで亡くなり、バターリャ修道院に葬られた。

## 子女
- ジョアン（1429年10月 - 1433年8月14日）
- フィリッパ（1430年11月27日 - 1439年3月24日）
- アフォンソ5世（1432年 - 1481年） - ポルトガル王
- マリア（1432年12月7日 - 1432年12月8日）
- フェルナンド（1433年 - 1470年） - ヴィゼウ公。マヌエル1世の父。
- レオノール（1434年 - 1467年） - 神聖ローマ皇帝フリードリヒ3世皇后
- ドゥアルテ（1435年7月12日 - 1435年7月12日）
- カタリーナ（1436年11月26日 - 1463年6月17日） - 尼僧
- ジョアナ（1439年 - 1475年） - カスティーリャ王エンリケ4世の2度目の妃